# Johann Friedrich Cotta

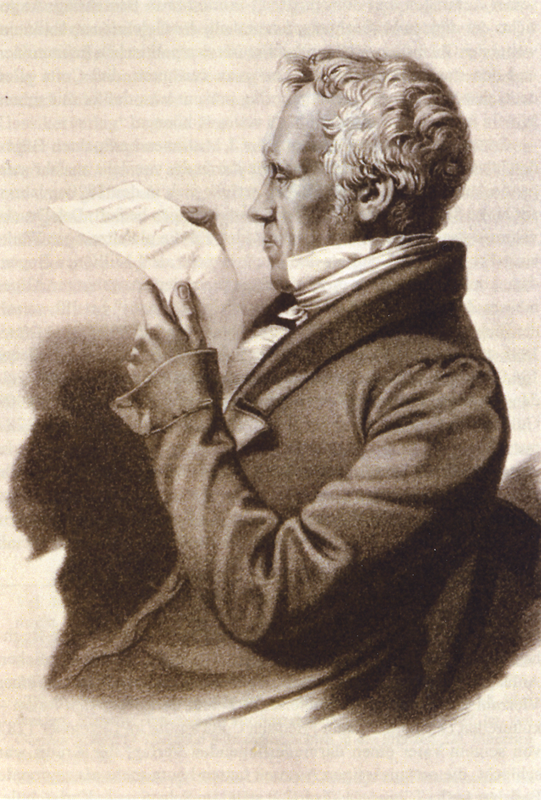
Johann Friedrich von Cotta.

Johan Friedrich Cotta, född 27 april 1764, död 29 december 1832, var en tysk bokhandlare och bokförläggare. Han var far till Georg von Cotta.
Cotta var först verksam i Tübingen, där hans förfader Johan Georg Cotta (1631-1689) 1659 startat sin bokhandel. 1811 överflyttade Cotta sin bokhandel till Stuttgart. Han kom 1794 i kontakt med Friedrich Schiller och blev dennes liksom Johann Wolfgang von Goethes och hela den då ledande tyska författargenerationens förläggare. Johan Friedrich upphöjdes 1817 till friherrligt stånd som Cotta von Cottendorf, och var 1824-1831 lantdagens vicepresident.
Även inom det tekniska området var han en föregångsman och införde ångdrivna snällpressar. Hans ättlingar innehade hans tryckeri, tills det 1889 övertogs av Adolf och Paul Kröner.